# Монне, Шарль
Шарль Монне (фр. Charles Monnet; 10 января 1732, Париж — 1808, по некоторым источникам 1816 или 1817, Париж) — французский рисовальщик, живописец и гравёр исторического жанра, пейзажист, декоратор, иллюстратор книг. Известен работами, посвящёнными Великой французской революции.

## Биография
Шарль Монне родился в Париже, учился у Жана Ресту Второго в Королевской академии живописи и скульптуры. Хотя он так и не стал полноправным академиком, 27 июля 1765 года он был принят в Академию ассоциированным членом, получив первую премию за картину «Навуходоносор приказывает выколоть глаза Седекии и убить его детей».
В 1767 году Шарль Монне дебютировал как автор трёх исторических картин. Именно исторические и мифологические сюжеты были основными в его живописи начального периода творчества, хотя он также писал портреты, пейзажи, выполнял заказы на декоративные работы.
В 1768 году Шарль Монне завершил два десюдепорта (наддверных панно) для столовой дворца Малый Трианон в Версальском парке, изображающих Борея и Орифию, а также Флору и Зефира.
Шарль Монне был одним из самых известных книжных рисовальщиков-иллюстраторов конца восемнадцатого века. Его дебютом в этом виде искусства являются иллюстрации комедии французского драматурга Шарля Палиссо «Философы», вышедшей в 1760 году (Paris : Duchesne, 1760). Широкую известность ему принесли иллюстрации к «Приключениям Телемака», опубликованные в 1774 году большим тиражом, а в 1785 году изданные в Париже в двух томах с гравюрами Тийара (фр.) по рисункам Монне. В 1775 году осуществлено издание совместно с гравёром Уильямом Уокером «Метаморфоз» Овидия.
Шарль Монне выполнил иллюстрации к басням Буазара (Fables, par M. Boisard), изданным в составе сочинений под заглавием «Fables» (т. 1 и 2, Париж, 1773—1777; том 3, Кан, 1805). Шарль Монне иллюстрировал басни Лафонтена, совместно с Жаном-Мишелем Моро, Клеманом Марийе и Пьетро Мартини — романы и сказки Вольтера, 1778 и «Опасные связи» Шодерло де Лакло, изданные в 1796 году в Лондоне.
Впоследствии многие из его рисунков стали известны благодаря выполненным на их основе гравюрам. Рисунки Монне, сделанные им в качестве книжных иллюстраций также использовали в росписи фарфоровых ваз на Севрской фарфоровой мануфактуре. Несколько из них в 1781 году были приобретены для Версаля королём Людовиком XVI.
Монне создал пятнадцать иллюстраций на тему Французской революции, названных «Главные дни революции», которые были награвированы Исидором-Станисласом Хельманом и опубликованы в 1798 году. Иллюстрации Монне гравировали в технике офорта Антуан-Жан Дюкло и Жан Дюплесси-Берто. По иллюстрациям Монне были сделаны гравюры издания «Краткая всемирная история в рисунках, нарисованных и выгравированных лучшими художниками столицы» (Abrege de l’Histoire universelle en figures, dessinees et gravees par les meilleurs artistes de la capitale), опубликованного в 1790 году.
Шарль Монне был постоянным участником Парижского салона. С приходом к власти Наполеона Бонапарта Монне создал серию из шестидесяти девяти рисунков, иллюстрирующих историю Франции под властью императора.

## Преподавание рисунка и пластической анатомии
В конце жизни Шарль Монне занимался преподавательской деятельностью в должности профессора рисунка в военной школе Сен-Сир (l'École de Saint-Cyr). Он остро ощущал нехватку полноценного учебного пособия для обучения студентов пластической анатомии. Чтобы восполнить этот пробел, он в соавторстве с гравёром Жилем Демарто в течение нескольких лет работал над анатомическим пособием для живописцев и скульпторов «Анатомические этюды для живописцев» (Études d’anatomie à l’usage des peintres). Гравёр Демарто применил новую технику, позволяющую передать всю чистоту рисунка и воспроизвести мягкость работы карандашом по зернистой бумаге. Первое богато иллюстрированное издание выпускалось в виде ежегодных томов в период 1770—1775 годов.

## На службе власти
Шарль Монне за свою долгую творческую карьеру успел поработать при Людовике XVI, в эпоху Великой французской революции, и при Наполеоне Бонапарте, при этом он всегда умело приспосабливался к политической обстановке. В 1775 году Монне выполнил целую серию работ, посвящённых коронации Людовика XVI, а также Марии-Антуанетты и прославлявших монархию. Они были выполнены в жанре аллегорий и послужили основой для гравюр, вошедших в сборник «Allégorie gravée à l’occasion de l’avènement de Louis XVI» (1775). Позже, когда 21 января 1793 года король был обезглавлен, во французском журнале появилось награвированное Шарлем Монне изображение, иллюстрирующее процесс казни. После Великой французской революции Монне вновь с успехом приспособился к новой политической обстановке и создал свои самые успешные произведения — рисунки сцен наиболее значимых революционных событий. Они пользовались большим успехом в Парижском салоне 1793 года.
С годами Монне постепенно отошёл от активной деятельности и после 1808 года не было зарегистрировано ни одной из его работ.
Дата смерти Шарля Монне в точности неизвестна. Одни источники указывают на то, что он умер в 1808 году в Париже; другие утверждают, что он скончался в 1816 или даже 1817 году.
Произведения художника находятся в коллекциях парижского Лувра, санкт-петербургского Эрмитажа, Смитсоновского музея американского искусства в Вашингтоне, Метрополитен-музея в Нью-Йорке, Национальной библиотеки в Париже и замка Мальмезон во Франции.

## Галерея
- Навуходоносор приказывает выколоть глаза Седекии и убить его детей. 1753. Холст, масло. Земельный музей, Дармштадт
- Флора и Зефир. Десюдепорт. 1768. Холст, масло. Малый Трианон, Версаль
- Борей и Орифия. Десюдепорт. 1772. Холст, масло. Малый Трианон, Версаль
- Купидон, сын невинности. Ок. 1785. Офорт Ж.-Ж. Авриля по рисунку Ш. Монне. Государственный Эрмитаж, Санкт-Петербург
- Венера и Адонис. Офорт Ж. Видаля по картине Ш. Монне
- Аполлон и Левкотея. Иллюстрация к «Метаморфозам» Овидия. 1767. Офорт У. Уокера по рисунку Ш. Монне
- Фонтан Возрождения, или Природа. 1793. Офорт С. И. Хельмана по рисунку Шарля Монне. Национальная библиотека Франции, Париж
- Расстрел мятежников 4 года 13 Вандемьера. Церковь Сен-Рош, улица Сент-Оноре, Париж. Ок. 1797. Офорт С. И. Хельмана по рисунку Шарля Монне. Музей Карнавале, Париж
- Казнь Людовика XVI. Офорт С. И. Хельмана и А.-Ж. Дюкло по рисунку Шарля Монне. Национальная библиотека Франции, Париж
- Казнь Марии-Антуанетты. Офорт С. И. Хельмана по рисунку Шарля Монне. Национальная библиотека Франции, Париж
- Открытие Генеральных Штатов в Версале 5 мая 1789 года. Офорт С. И. Хельмана по рисунку Шарля Монне. Раскраска акварелью. Национальная библиотека Франции, Париж
- Лист из учебного пособия «Анатомические этюды для живописцев». 1770—1775. Офорт Ж. Демарто по рисунку Ш. Бонне